# 앵봉산 (서울/경기)
앵봉산(鶯峰山)은 대한민국 서울특별시 은평구와 경기도 고양시 사이에 있는 해발 235.1m의 산이다. 창릉천이 동서와 북쪽을 감싸고 있어 전형적인 배산임수 지형이다. 주변에 서오릉과 지축역, 구파발역이 있다.